# Archaeocursor
Archaeocursor („dávný běžec“) byl rod menšího ptakopánvého dinosaura, žijícího na území dnešní jihozápadní Číny v období rané jury (geologické věky sinemur až pliensbach, před 199 až 184 miliony let). V současnosti je jedním z pouhých dvou ptakopánvých dinosaurů, známých z období rané jury v celé Asii (druhým je tyreofor rodu Yuxisaurus). Je také jedním z nejstarších popsaných a pojmenovaných ptakopánvých dinosaurů, známých z asijského fosilního záznamu.

## Objev a popis

Velikostní porovnání zástupce rodu Archaeocursor s člověkem.

Fosilie tohoto malého dinosaura byly objeveny v roce 2022 v sedimentech geologického souvrství C'-liou-ťing (ang. Ziliujing, geologický člen Tung-jüe-miao, angl. Dongyuemiao) nedaleko Centrálního parku v Čchung-čching v distriktu Jü-pei (Yubei) na území municipality Čchung-čching v jihozápadní Číně. Typový exemplář nese označení L01-HY999 a jedná se o izolovanou levou stehenní kost. Dinosaurus byl formálně popsán v prosinci roku 2024 jako Archaeocursor asiaticus (doslova "dávný běžec z Asie"). Rodové jméno bylo zvoleno na základě skutečnosti, že tito ptakopánví dinosauři byli patrně rychlými a obratnými běžci. To dokazují i jejich relativně dlouhé podkolenní části kostry nohy.
Délka stehenní kosti činí 93 mm, což odpovídá celkové délce dinosaura kolem 1 metru. Byl tak zhruba stejně velký jako jeho vývojový příbuzný rodu Eocursor. Jeho hmotnost mohla být přibližně stejná, činila tedy asi 1 až kolem 4,2 kilogramu.

## Systematické zařazení

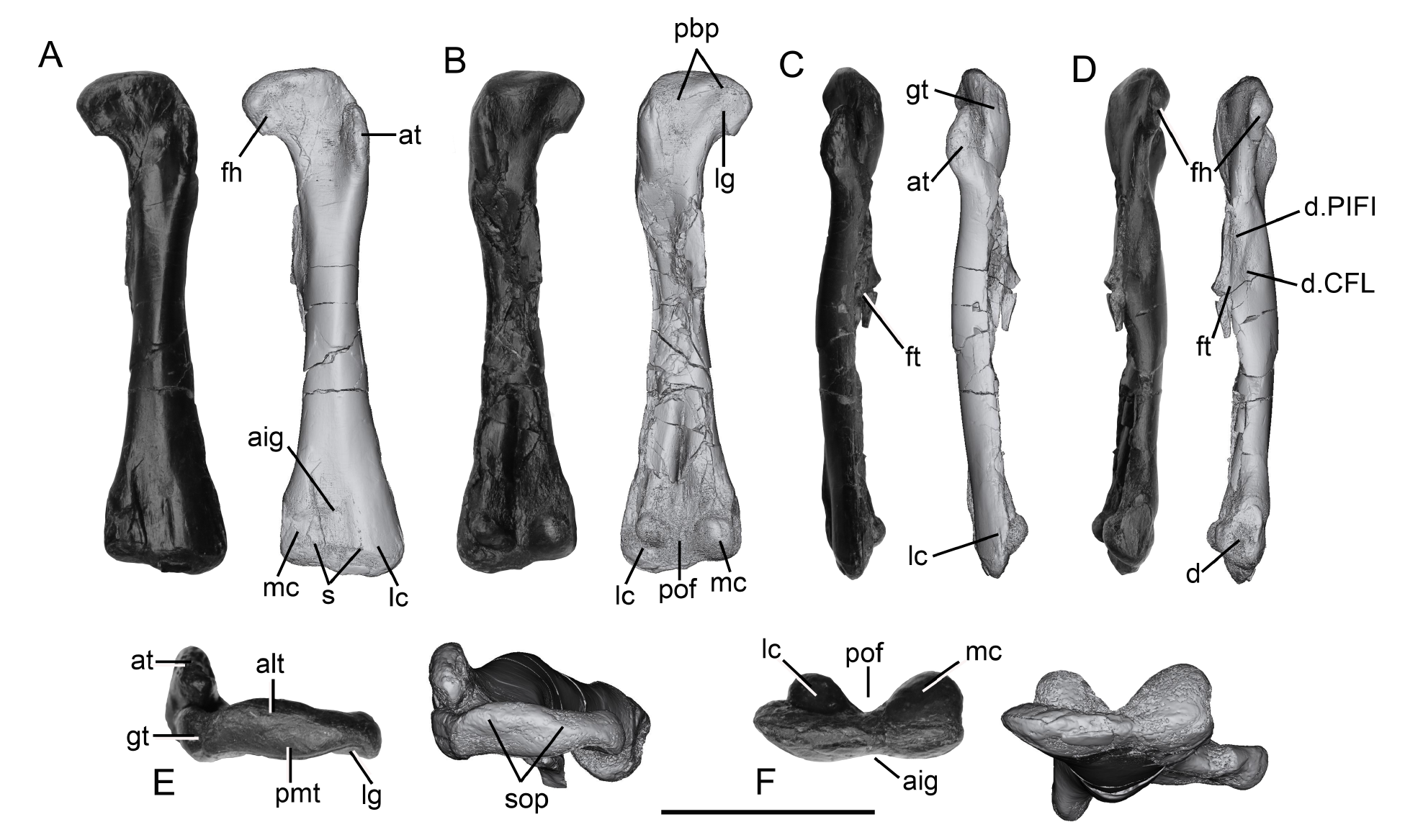
Stehenní kost rodu Archaeocursor.

Podle provedené fylogenetické analýzy představoval Archaeocursor vývojově primitivního ptakopánvého dinosaura, mírně vyspělejšího než jsou zástupci kladu Heterodontosauridae, avšak méně vyspělého než jsou zástupci kladu Genasauria (tedy skupiny Thyreophora a Neornithischia). Jeho nejbližším příbuzným a zároveň sesterským taxonem byl rod Eocursor, popsaný v roce 2007 z Jihoafrické republiky. Celkově se Archaeocursor podobal také dalšímu jihoafrickému rodu Lesothosaurus. Byl také nepochybně vývojově vyspělejší než primitivní argentinský ptakopánvý dinosaurus (nebo silesaurid) rodu Pisanosaurus, žijící zhruba o 20 milionů let dříve.